# Parkdale (Missouri)
Parkdale – wieś w Stanach Zjednoczonych, w stanie Missouri, w hrabstwie Jefferson.